# بيل رينر
بيل رينر (بالإنجليزية: Bill Renner)‏ هو لاعب كرة قدم أمريكية أمريكي، ولد في 23 مايو 1959 في كوانتيكو في الولايات المتحدة.

## وصلات خارجية
- بيل رينر على موقع مرجع كرة القدم المحترفة.كوم (الإنجليزية)